# Alice Prill
Alice Prill (* 1930) ist eine deutsche Schauspielerin.

## Leben
Alice Prills künstlerische Laufbahn begann mit Engagements an den Theatern in Schwerin und Potsdam. 1947 kam sie nach Berlin, um am Schlosspark Theater, Hebbel-Theater, Renaissance-Theater und  Theater am Kurfürstendamm zu spielen. Dann wurde sie für den Film entdeckt, bei dem sie außer in einem Film von Paul Verhoeven, in mehreren DEFA-Filmen mitwirkte.
In einem Vorläufer der späteren Nacht der Prominenten trat sie Juli 1957 im Zirkus Aeros in einem Raubtierkäfig als Dompteuse mit einer Löwengruppe auf.
Nach einem Selbstmordversuch im Januar 1958, bei der sich Alice Prill eine Wirbelsäulenverletzung und mehrere Knochenbrüche zuzog, wurde es ruhig um sie.

## Theater
- 1950: Alfred Gehri: Im 6. Stock – Regie: Gerd Martienzen (Hebbel-Theater Berlin)
- 1953: Noël Coward: Intimitäten – Regie: Rolf Kutschera ( Renaissance-Theater Berlin)
- 1954: August Strindberg: Ein Traumspiel – Regie: Oscar Fritz Schuh (Theater am Kurfürstendamm Berlin)

## Filmografie
- 1956: Drei Mädchen im Endspiel
- 1957: Jede Nacht in einem anderen Bett
- 1957: Alter Kahn und junge Liebe
- 1957: Spielbank-Affäre
- 1958: Meine Frau macht Musik

## Hörspiele
- 1953: Fred C. Siebeck: Es wurde dunkel vor dem Abend (Marie) – Regie: Rolf von Goth (Hörspiel – NWDR)
- 1955: Hugo von Hofmannsthal: Jedermann (2. Fräulein) – Regie: Hans Bernd Müller (Hörspiel – SFB)